# Bucculatrix cidarella
Bucculatrix cidarella — вид лускокрилих комах родини кривовусих крихіток-молей (Bucculatricidae).

## Поширення
Вид поширений на більшій частині Європи, за винятком Піренейського та Балканського півострова, в Казахстані та Японії (Хонсю).

## Опис
Розмах крил 8-9 мм.

## Спосіб життя
Імаго літають з травня по червень. Часом буває друге покоління в серпні. Личинки мінують листя вільхи (види Alnus glutinosa, Alnus incana, Alnus viridis) та мирта (Myrica gale).